# 馮勃棣
台灣出生，編劇和表演藝術者，舞台作品曾四度獲台北文學獎（《我為你押韻-情歌》、《不如這樣吧Blue John》、《我是傳奇葩》、《Dear God》），其電影編劇作品《帶我去月球》於台灣2017年12月1號上映，是獻給張雨生的懷舊電影，其和開心麻花與庾澄慶合作的編劇音樂劇《西哈遊記》於2017年12月16號於北京首演。
2024年巴黎奧運期間，馮寫下：「楊勇緯沒有『勇』，直接變楊緯」拿國家柔道國手楊勇緯的名字開玩笑，遭到網友抨擊。然而他隨著道歉後，又關閉臉書，沒有繼續接受網友批評的勇氣，被酸是真正「沒有勇」的人。